# Миодраг Савић
Миодраг Савић (Војска, Свилајнац, 1. јун 1936) дипломирани је инжињер агрономије, банкар, бивши народни посланик, бивши председник општине Свилајнац и пчелар.

## Биографија
Миодраг Савић рођен је у селу Војсци, општина Свилајнац. Основну и средњу школу завршио је у селу Војсци. Био је председник општине Свилајнац у два наврата. Као агроном радио је у Земљорадничкој задрузи у Кушиљеву. Шездесетих година, допринео је побољшању расног састава стоке. Увео је многе новине у ратарској производњи и успешно водио задругу 1973. године,тада је ппочео да се баби пчеларством. Уз научну и сручну литературу и размену искустава са другим пчеларима и пријатељима,савладао је све тајне стручног пчеларства. Многа пчеларска друштва у Србији прате његова свеобухватна и стручна предавања. Запажено предавање имао је у пролеће 2002. године на Пољопривредном факултету у Земуну,а као круна свега,представља објављивање предавања у зборнику Пољопривредног факултета.
Производи годишње по неколико тона доброг ресавског багреновог меда. Годинама користи липову пашу на Фрушкој гори и сунцокретову у Војводини, на северу Баната.Дуго година је у управи Пчеларског друштва у Свилајнцу,а био је у неколико мандата члан представништва Савеза пчерарских организација Србије.
Веома је познат и цењен међу пчеларима Србије,међу којима има и велики број личних пријатеља. Многим млађим пчеларима помогао је да заснују нове пчелињаке ,а многим пријатељима поклонио безброј ројева. Носилац је знања златне медање и дипломе Јован Живановић које за изузетне заслуге у развоју пчеларства Србије,додељује Савез пчеларских организација Србије.
Животна и радна биографија Миодрага Савића описане су у монографији "Од мале вароши до модерног града", аутора др Јелена Тоскић и др Предрага Тоскића.